# 네트워크 보안
네트워크 보안(Network Security)이란 권한 밖의 네트워크와 네트워크로 접속 가능한 자원에 접근하려 할 때, 네트워크 관리자가 사용하는 컴퓨터 네트워크 하부 구조에서의 보안을 목적으로한 기본적인 설비 또는 방책이다.

## 정보 보안과의 비교
네트워크 보안과 정보 보안의 개념은 서로 교환하여 사용하기도 한다. 그러나 네트워크 보안은 일반적으로 조직 경계에서 침입자(예시: 블랙햇 해커, 스크립트 키디, 트루디 등)로부터 보호기능을 제공한다는면에서 정보 보안과 다르다.

## 같이 보기
- 컴퓨터 보안
- 데이터 유출 방지
- 악성 소프트웨어
- 메타스플로이트 프로젝트
- Low Orbit Ion Cannon